# Ringwall Mettermich
Der Ringwall Mettermich ist eine abgegangene vorgeschichtliche Ringwallanlage (Wallburg) bei 577 m ü. NHN auf dem Mettermich etwa 2000 Meter nordwestlich von Schondra im Landkreis  Bad Kissingen in Bayern.
Von der vermutlichen Burganlage mit einer Ausdehnung von 350 × 130 m sind noch Wall- und Grabenrest erhalten. Sie steigen zum Gipfel hin steil an und sind sehr unwegsam. Funde auf dem Mettermich weisen auf die La-Tène-Zeit hin und lassen eine Verteidigungsanlage oder eine Fliehburg vermuten.
Andere Interpretationen sprechen von einer keltischen Kultanlage. Generell muss der Forschungsstand zum Mettermich als wenig konkret bezeichnet werden. 